# La Maison aux personnages
La Maison aux personnages est une œuvre d'art public d'Ilya et Emilia Kabakov située place Amélie-Raba à Bordeaux.

## Description
L’œuvre se présente sous la forme d'une maison d'habitation classique, d'une surface de 148 m2 et comptant 7 pièces. L'intérieur de la maison n'est pas accessible aux visiteurs, mais il est possible depuis l'extérieur d'observer ce qui se passe dans chacune des pièces.

## Historique
Dans le cadre des travaux du tramway de Bordeaux, la place Amélie-Raba est requalifiée. Le 21 juillet 2006 la Communauté urbaine de Bordeaux signe un contrat avec les artistes Ilya et Emilia Kabakov visant à la réalisation et à l'installation de l’œuvre.
Le coût total de l’œuvre est estimé à 563 200 euros, dont 50% sont pris en charge par l'État. En 2007, deux premiers appels d'offres sont lancés (réalisation de la voirie et la maison) qui ont été déclarés infructueux. Le chantier d'installation de la maison commence en 2008, la société DV constructions s'occupe de la maison et ATP Mérignac de l'environnement.
L'inauguration officielle a lieu le 10 octobre 2009, lors de la première édition de la biennale d'art contemporain de la ville : Evento. L'inauguration a lieu en présence d'Alain Juppé et de Frédéric Mitterrand alors ministre de la culture.
Lors de son installation, la maison a fait l'objet de critiques, s'interrogeant en particulier sur la pertinence de construire une maison destinée à rester vide à l'heure du mal-logement.